# فیات

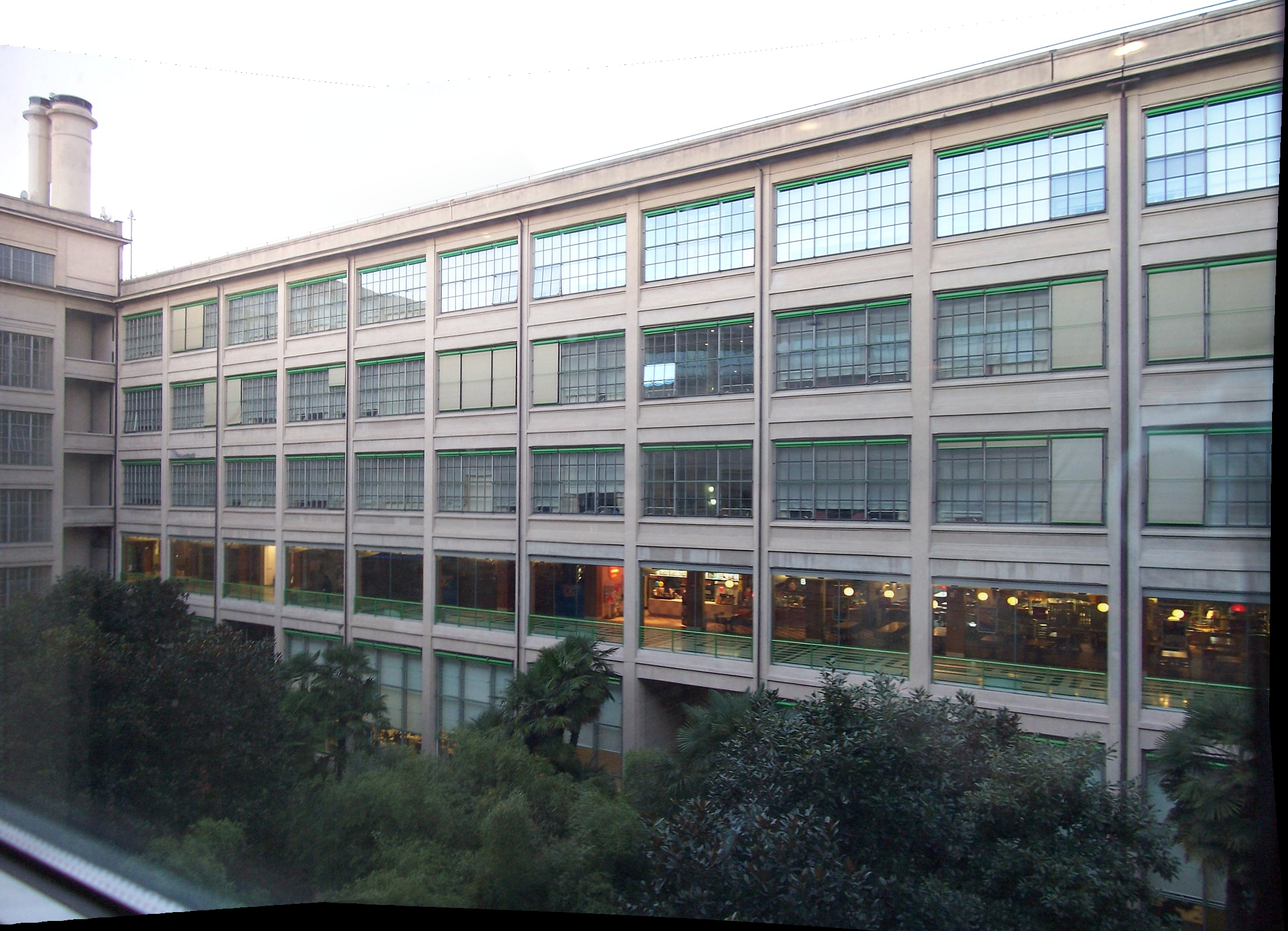
کارخانه فیات، در شهر تورین

فیات (به ایتالیایی: Fiat) (اختصاری Fabbrica Italiana Automobili Torino) شرکت خودروسازی ایتالیایی بود، که در زمینه طراحی و تولید انواع خودرو، وسایل نقلیه تجاری، قطعات و موتور خودرو فعالیت می‌کرد. این شرکت همچنین ارائه‌دهنده خدمات مالی و صنعتی بود، که دفتر مرکزی آن، در شهر تورین، در شمال ایتالیا قرار داشت.
شرکت فیات در سال ۱۸۹۹ توسط جووانی آنیلی تأسیس شد. این شرکت که گریدر، تانک، لوکوموتیو، تراکتور، هواپیما و بالگرد نیز تولید کرد، در سال ۲۰۰۹ به‌عنوان بزرگ‌ترین خودروساز ایتالیا و ششمین خودروساز بزرگ جهان، معرفی شد.
دارایی‌های گروه خودروسازی فیات بیشتر در بیرون از خاک ایتالیا قرار داشتند، که بخش اعظم آن، در کشور برزیل مستقر بود. شرکت فیات همچنین در کشورهای آرژانتین و لهستان نیز دارای کارخانجات تولیدی بود. شرکت فیات پیشینه طولانی در واگذاری حق امتیاز به دولت‌ها و دیگر شرکت‌ها، بدون در نظر گرفتن سیاست محلی در کشور آن‌ها، داشت. این شرکت ایتالیایی همچنین، در شرکت‌های خودروسازی مستقر در فرانسه، ترکیه، مصر، آفریقای جنوبی، هند، صربستان، پاکستان و چین سرمایه‌گذاری‌های مشترک داشت.
گروه صنعتی فیات در طول بیش از یک سده فعالیت، موفق به خریداری شرکت‌های بسیاری شد. فیات در سال ۱۹۶۸ لانچیا را به‌دست آورد، در ۱۹۶۹ فراری و در ۱۹۸۶ شرکت آلفا رومئو را از دولت ایتالیا خریداری نمود، در ۱۹۹۳ خودروسازی مازراتی را تصاحب کرد، در سال ۲۰۱۱ نیز به‌ترتیب کرایسلر، دوج و جیپ را به‌دست آورد. این شرکت، از طریق شرکت تابعه خود، صنایع فیات، نیز مالک ۸۹٫۹٪ درصد از سهام شرکت ایوکو بود. از تاریخ ۲۷ ژانویه ۲۰۱۴ درپی تأسیس گروه فیات کرایسلر اتومبیلز، شرکت فیات و کرایسلر، به‌همراه کلیه شرکت‌های تابعه، زیرمجموعه و فرعی آن‌ها، زیر چتر این گروه خودروسازی، که توسط فیات مدیریت می‌شد، قرار گرفتند. سپس در ژانویه سال ۲۰۲۱ از ادغام پی‌اس‌ای و فیات‌کرایسلر، استلانتیس تأسیس گشت.

## تاریخچه

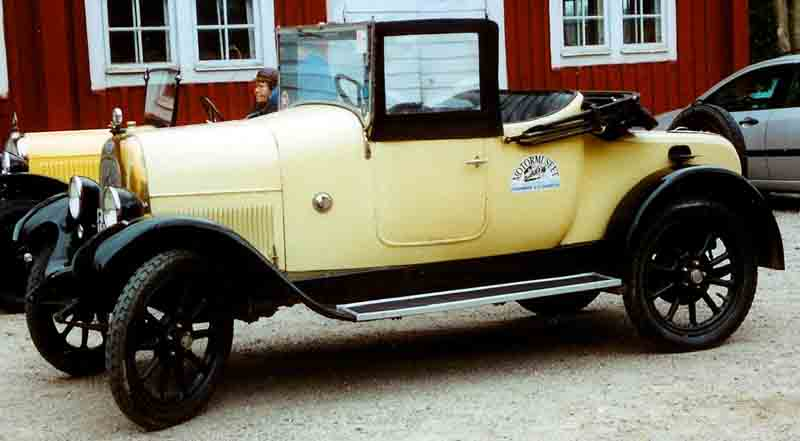
فیات ۵۰۱

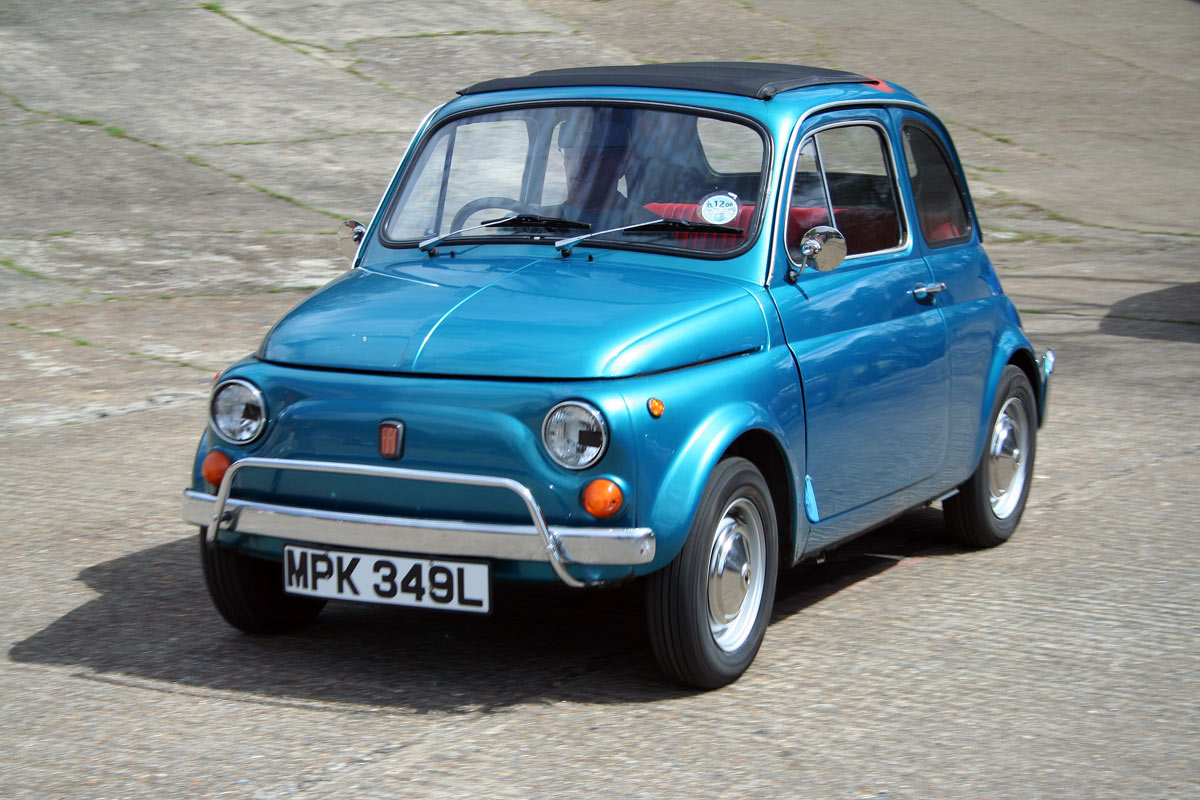
فیات ۵۰۰ یا چینکوئه‌چنتو

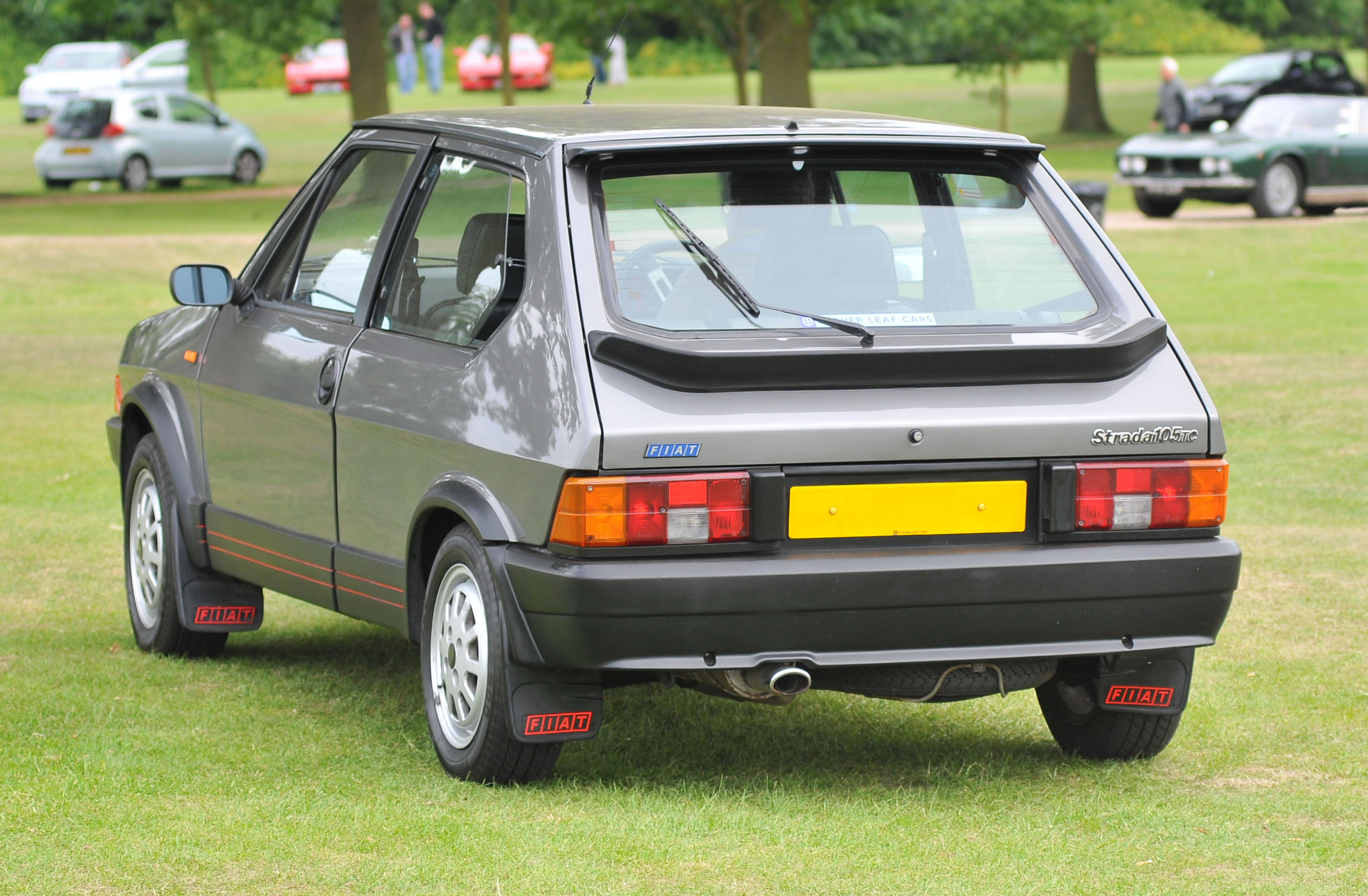
فیات استرادا

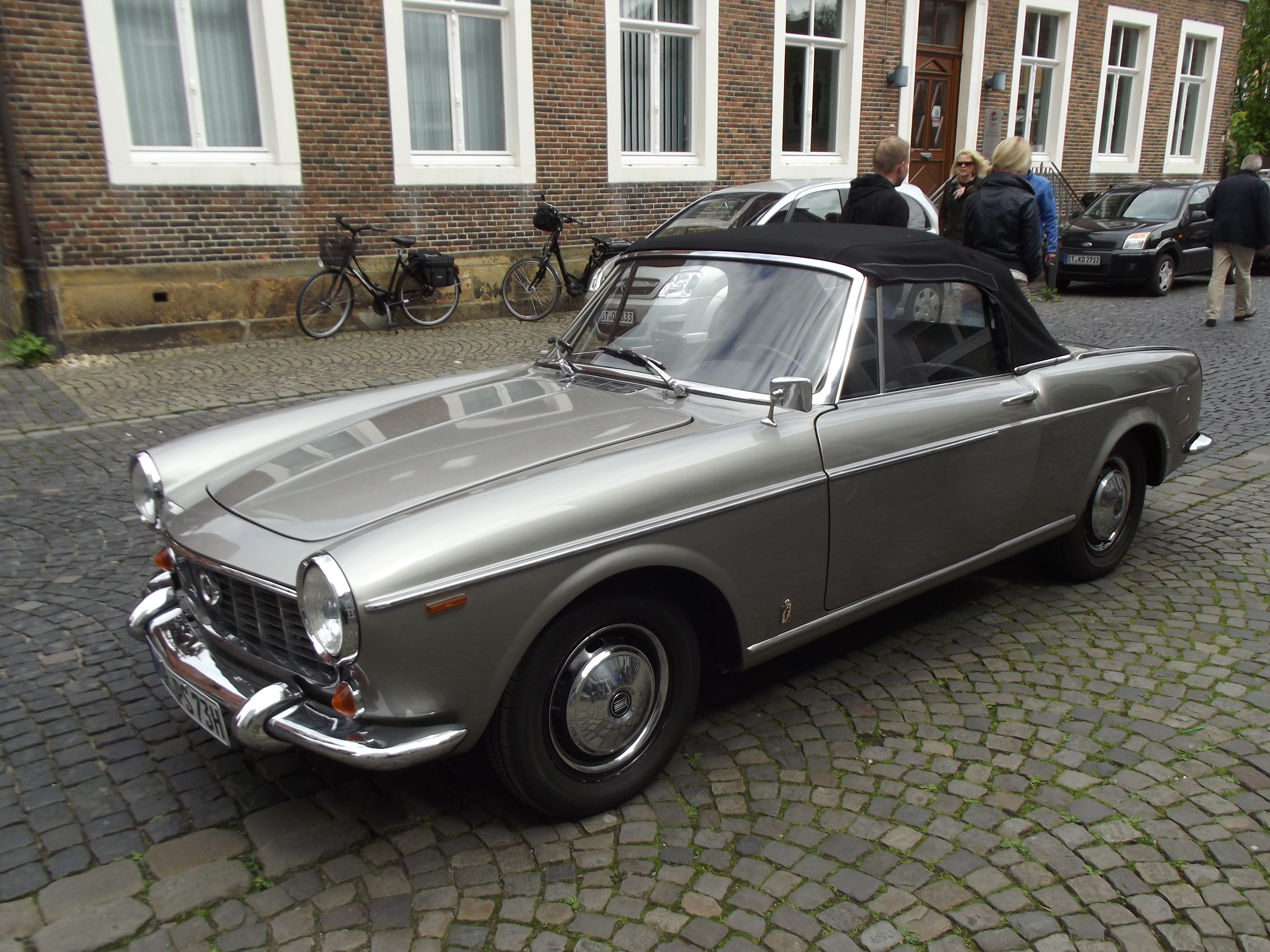
فیات ۱۵۰۰

شرکت فیات در سال ۱۸۹۹ به وجود آمد. در آن زمان جووانی آنیلی به همراه چند سرمایه‌گذار دیگر، شرکتی را تأسیس کردند و آن را فابریکا ایتالیانا اتومبیلی تورینو (به ایتالیایی: Fabbrica Italiana Automobili Torino) نام نهادند. در سال ۱۹۰۶ نام شرکت به فیات (سرنام) تغییر پیدا کرد، که مختصرشده نام نخست شرکت بود. شرکت فیات با مدیریت آنیلی کار خود را آغاز کرد و پس از تأسیس نخستین کارخانه خود در ایتالیا، آغاز به تولید کرد و هشت نمونه از نخستین خودروهای خود که از یک مدل خودرو بنز، الهام گرفته شده بود را ساخت.
نخستین کامیون فیات در سال ۱۹۰۳ عرضه شد. در سال ۱۹۰۸ نخستین خودروی فیات به ایالات متحده آمریکا صادر شد، که آغازی برای گسترش فعالیت‌های شرکت بود. همچنین در همان زمان، نخستین موتور هواپیمای این شرکت نیز ساخته شد، در طول سال‌های بعد، تاکسی‌های فیات در اروپا به راه افتادند.
در اواخر دهه ۱۹۱۰ جووانی آنیلی، با هنری فورد ملاقات نمود و در پی آن، از کارخانه فورد در ایالات متحده آمریکا بازدید کرد و بسیار تحت تأثیر قرار گرفت. او تصمیم گرفت تولید انبوه به سبک آمریکایی را در شرکت خود استفاده کند، سپس کارخانه لینگوتو را راه‌اندازی کرد، که در آن زمان بزرگترین کارخانه در اروپا بود. این کارخانه سریعاً به نماد صنعت ایتالیا تبدیل شد. تولید به سرعت افزایش یافت و به ساخت دومین کارخانه در تورین منجر شد. پیش از آغاز جنگ جهانی دوم، فیات ۵۰،۰۰۰ کارمند را در استخدام داشت و به عنوان انگیزه‌ای در اقتصاد کشور ایتالیا محسوب می‌شد.
در سال ۱۹۱۰ کارخانه فیات در نیویورک تأسیس شد، که تولید آن با آغاز جنگ جهانی اول در سال ۱۹۱۷ متوقف شد. در سال ۱۹۲۸ مدل فیات ۵۰۹ تولید گردید. در ۱۹۳۰ فیات دو خودرو کم‌مصرف را عرضه کرد، که با استقبال خوبی مواجه شدند. با آغاز جنگ جهانی دوم، شرکت فیات دچار رکود شد و جووانی آنیلی نیز در سال ۱۹۴۵ درگذشت. در همین زمان، شرکت مجبور به تولید خودروهای نظامی برای ارتش ایتالیا شد و حتی هواپیمای نظامی سی‌آر.۴۲ را نیز عرضه کرد.
پس از آنیلی، ریاست فیات به ویتوریو والتا رسید. نخستین خودروی تولید شده پس از ریاست وی، فیات ۴ اچ‌پی بود. این مدل نیز از خودروهای طراحی شده توسط کارل بنز، ساخته شد. پس از پایان جنگ، فیات با مدیریت ویتوریو والتا کار خود را ادامه داد و همچنین آغاز به پژوهش برای استراتژی‌های جدید نمود. در سال‌های بعد نیز با تولیدات جدید خود بسیار مشهور گردید و به قطب صنعتی و اقتصادی در ایتالیا تبدیل شد.
شرکت فیات در دهه ۱۹۶۰ به دنبال موفقیت‌های مکرر، مدل‌های فیات ۱۳۰۰، فیات ۱۵۰۰ و فیات ۱۸۰۰ را نیز عرضه کرد و با صادرات محصولاتش، به بازارهای جهانی راه یافت.
از آنجا که شرکت فیات از ابتدا به صورت خانوادگی اداره می‌شد، در سال ۱۹۶۶ جیانی آنیلی نوه جووانی به ریاست شرکت برگزیده شد و راه پدربزرگش را ادامه داد. این شرکت طی چند سال یک مجموعه از خودروهای اقتصادی موفق مانند نوا ۵۰۰ و ۶۰۰ عرضه کرد. در طول یک دهه موفق، بین سال‌های ۱۹۵۹ تا ۱۹۶۹، تولید این شرکت از ۴۲۵،۰۰۰ دستگاه، به ۱٫۷۵۱٫۴۰۰ خودرو افزایش یافت. در سال ۱۹۷۲ نیز با تولید خودرو مدل فیات ۱۲۷ به شهرت زیادی رسید.
در دهه ۱۹۷۰ فیات به دلیل اعتصاب و چند طراحی ناموفق ضربه خورد. بحران نفتی سال ۱۹۷۳ می‌توانست به این شرکت که دارای تخصص در تولید خودروهای کم‌مصرف بود، کمک کند، اما پیش از آن فیات مجموعه محصولات خود را در جهت خودروهای بزرگ همچون فیات ۱۳۰ و فیات دینو، با موتور فراری توسعه داده بود. علاوه بر این اعتبار شرکت به دلیل استفاده از استیل زنگ زده روسیه و مسائل مربوط به کنترل کیفیت، خدشه دار شد. نه تنها فروش شرکت آسیب دید، بلکه مجبور شد از بازار آمریکای شمالی نیز عقب نشینی کند.
این شرکت در سال‌های ۱۹۷۸ تا ۱۹۹۰ پروژه‌های گوناگونی را اجرا و خودروهای متنوعی را عرضه کرد. فیات، لانچیا را در سال ۱۹۷۸ جذب کرد و کنترل کامل آلفا رومئو را در سال ۱۹۸۶ در دست گرفت. زودتر از این در سال ۱۹۶۹ با انزو فراری بر سر خرید ۵۰٪ از سهامش در فراری به توافق رسید تا این امکان برای انزو فراهم شود تا بدون نگرانی در خصوص موضوع مالی، بر مسابقات اتومبیلرانی متمرکز شود. در سال ۱۹۹۳ دی توماسو ۵۰٪ از سهام مازراتی را به فیات فروخت. سهام باقی‌مانده در سال ۱۹۹۷ هنگامی که فیات از فراری درخواست کرد تا مازراتی را از طرف خودش بخرد و کنترل کند، حفظ شد.
در دهه ۱۹۸۰ مدیرعامل جدید سزار رومیتی با معرفی خط‌های تولید اتوماتیک و استاندارد کردن اجزا (موتورهای گرمایی و جایگاه‌های نوع چهار)، باعث رونق فیات شد. این رونق در مقام مؤثرترین تولیدکننده خودرو، باعث اعتبار این شرکت شد. فیات با کمک مدل‌های پاندا و یونو (که هر دو توسط جورجتو جیجیارو طراحی شدند) خیلی زود به دوران شکوفایی خود بازگشت.
خودرو فیات پاندا که در فیات طراحی شده بود، توانست جایزه خودرو سال ۲۰۰۴ اروپا را از آن خود کند. پس از آن فیات به تولید خودروهای تمام الکتریکی پرداخت. این شرکت در جریان بحران مالی جهانی سال ۲۰۰۸ با مشکلات زیادی مواجه و آسیب زیادی به عملکرد اقتصادی آن وارد شد. رئیس شرکت فیات از دولت این کشور خواست تا طرحی مشابه طرح حمایت ایالات متحده آمریکا از صنعت خودروسازی در نظر بگیرد، تا از این طریق شرکت فیات نیز همچون دیگر شرکت‌های خودروسازی جهان تحت پوشش حمایت‌های مالی دولت قرار گیرد. در پی این بحران، جان الکان نوه دختری جیانی آنیلی که هم‌اکنون رییس هیئت مدیره و مالک انتخابی فیات می‌باشد، در آن روزها، در منصب رئیس شرکت خودروسازی فیات ایتالیا گفت: شرکت‌های خودروسازی در جهان برای غلبه بر پیامدهای بحران اقتصادی جهانی مجبور به ادغام شدن در یکدیگر خواهند شد. به‌طوری‌که همه این شرکت‌ها تحت پوشش شش شرکت بزرگ خودروسازی قرار خواهند گرفت. سرجیو مارکیونه، مدیر عامل اجرایی شرکت نیز معتقد است؛ تنها شرکت‌هایی در بخش خودروسازی قادر به ادامه حیات خواهند بود که بتوانند هر سال بیش از ۵٫۵ میلیون دستگاه خودرو تولید کنند.
سرجیو مارکیونه، مدیرعامل شرکت فیات در سال ۲۰۰۹ اعلام کرد این شرکت تمایل دارد بخش اروپایی جنرال موتورز، سومین غول خودروسازی جهان را خریداری کند. فیات که چندی پیش هم شرکت ورشکسته کرایسلر را تصاحب کرده بود، با این خرید قصد داشت یکی از بزرگ‌ترین شرکت‌های خودروسازی را ایجاد کند. در صورت تشکیل چنین شرکتی، میزان فروش آن به بیش از ۶ میلیون خودرو و درآمد آن نیز به بیش از ۱۰۰ میلیارد دلار در سال می‌رسید. در اوایل سال ۲۰۱۱ میلادی شرکت خودروسازی فیات اعلام کرد بیش از ۵۰۰ هزار دستگاه از خودروهای این شرکت را به علت نقص فنی از بازار اروپا جمع‌آوری خواهد کرد. این ۵۰۰ هزار دستگاه خودرو معیوب شامل مدل‌های فیات گراند پونتو و گراند پونتو آبراس بود که قرار شد از بازار ایتالیا و دیگر کشورهای اروپایی جمع‌آوری شود.
شرکت خودروسازی فیات که در ایتالیا متولد شد و خودروهای معروفی را نیز به جهان عرضه کرد، از بهترین خودروسازان جهان بود و با داشتن حدود ۲۱۴ هزار کارمند در سراسر جهان، درآمدی بالغ بر ۸۳ میلیارد یورو را در سال ۲۰۱۲ میلادی به دست آورد.

## سهامداران
سهامداران اصلی شرکت خودروسازی فیات به‌صورت زیر بود:
- شرکت اکسور: ۳۰٫۰۵٪ درصد
  - شرکت اکسور در مالکیت خانواده آنیلی است، که از طریق آن بر گروه فیات، باشگاه فوتبال یوونتوس و چندین شرکت دیگر مدیریت می‌نمایند.
- نهادهای سرمایه‌گذاری داخلی اتحادیه اروپا: ۲۴٫۹٪ درصد
- نهادهای سرمایه‌گذاری خارجی اتحادیه اروپا: ۱۱٫۲٪ درصد
- بیلی گایفورد اند کو: ۲٫۶٪ درصد

## زیرمجموعه‌ها
| نام برند      | بنیان‌گذاری | دفتر مرکزی               | پیوست به فیات |
| ------------- | ---------- | ------------------------ | ------------- |
| فراری         | ۱۹۴۷       | مارانلو، ایتالیا         | ۱۹۶۹          |
| مازراتی       | ۱۹۱۴       | مودنا، ایتالیا           | ۱۹۹۳          |
| آلفا رومئو    | ۱۹۱۰       | تورین، ایتالیا           | ۱۹۸۶          |
| لانچیا        | ۱۹۲۵       | تورین، ایتالیا           | ۱۹۶۹          |
| فیات اتومبیلز | ۱۸۹۹       | تورین، ایتالیا           | ۲۰۰۷          |
| آبارت         | ۱۹۴۹       | تورین، ایتالیا           | ۱۹۵۲          |
| مانیتی مارلی  | ۱۹۱۹       | کوربتا، لمباردی، ایتالیا | ۱۹۱۹          |
| آتوبیانکی     | ۱۹۵۵       | میلان، ایتالیا           | ۱۹۹۵          |
| توفاش         | ۱۹۶۸       | بورسا، ترکیه             | ۱۹۶۸          |
| فیات پروفشنال | ۲۰۰۷       | میلان، ایتالیا           | ۲۰۰۷          |
| زاستاوا       | ۱۹۵۳       | کراگویواتس، صربستان      | ۲۰۰۸          |
| اف‌پی‌تی        | ۲۰۰۵       | تورین، ایتالیا           | ۲۰۱۱          |
| کوماو         | ۱۹۷۳       | تورین، ایتالیا           | ۱۹۷۳          |

### فراری
فراری شرکت خودروسازی ایتالیایی است، که در سال ۱۹۲۹ توسط انزو فراری راه‌اندازی شد. این شرکت در سال‌های نخست فعالیتش به‌عنوان حامی مالی راننده‌ها و در زمینه طراحی و ساخت خودروهای مسابقه‌ای متمرکز بود و از سال ۱۹۴۷ تولید خودروهای جاده‌ای را با برند فراری آغاز نمود و امروزه در حوزه طراحی و تولید خودروهای سوپر اسپورت فعالیت می‌نماید.
سال ۱۹۶۹ فیات، اقدام به خریداری ۵۰٪ درصد از سهام شرکت فراری نمود، که در سال ۲۰۰۸ به ۸۵٪ درصد افزایش پیدا کرد. هم‌اکنون شرکت فیات با در اختیار داشتن ۹۰٪ درصد از سهام فراری، مالک اصلی آن به‌شمار می‌آید. پیرو فراری (فرزند انزو) نیز ۱۰٪ درصد از سهام فراری را در اختیار دارد.

### مازراتی
مازراتی توسط برادران مازراتی به نام‌های آلفری، بیندو، کارلو و اتوره تأسیس شد. سال ۱۹۹۳ فیات با سرمایه‌گذاری در مازراتی هدایت آن را به دست گرفت. در سال ۱۹۹۷ فیات ۵۰٪ درصد سهام مازراتی را به شرکت فراری فروخت، هر چند که بخشی از سهام فراری نیز در اختیار فیات بود. از آن پس شرکت مازراتی دست به تولیدات محبوب‌تر و موفق‌تری زد و در حال حاضر به عنوان یکی از شرکت‌های تحت کنترل فیات به تولید خودرو مشغول است و تولید خودروهای لوکس فیات را بر عهده دارد.

### آلفا رومئو
شرکت آلفا رومئو در سال ۱۹۱۰ در شهر میلان، ایتالیا بنیان‌گذارده شد. نام اولیه این شرکت آلفا بود که از عبارت (به ایتالیایی: Anonima Lombarda Fabbrica Automobili)) به معنای کارخانه خودروسازی لومباردا گرفته شده؛ سپس در سال ۱۹۱۸ که تمام کارخانه توسط مهندسی به نام نیکولا رومئو مالک گروه صنعتی “نیکولا رومئو شرکت”، خریداری شد، نام شرکت به آلفا رومئو تغییر یافت. از سال ۱۹۸۶ تا به امروز این شرکت توسط فیات اداره می‌شود.

### فیات اتومبیلز
فیات اتومبیلز، کارخانه تولید خودرو ایتالیایی است، که پس از تجدید ساختار این گروه صنعتی، به‌عنوان بخش تولید خودروهای سواری فیات، تأسیس گردید. فیات اتومبیلز هم‌اکنون بزرگترین تولیدکننده خودرو در ایتالیا می‌باشد و دفتر مرکزی آن در شهر تورین قرار دارد.

### لانچیا
شرکت خودروسازی لانچیا، در سال ۱۹۰۶ توسط وینچنزو لانچیا پایه‌گذاری شد و بعدها در سال ۱۹۶۹ توسط شرکت فیات خریداری گردید.
شرکت لانچیا به‌خاطر تولید خودروهای ممتاز و نیز خودروهای مخصوص رالی شناخته شده‌است. محصولات لانچیا معمولاً به‌عنوان خودروهای لوکس و گران‌قیمت شناخته می‌شوند.

### صنایع فیات
صنایع فیات، که بخش تولید خودروهای سنگین گروه فیات، از قبیل انواع کامیون‌ها، ماشین‌آلات راه‌وساختمان، ماشین‌آلات کشاورزی و... را بر عهده دارد. سکان رهبری شرکت صنایع فیات، در دست سرجیو مارکیونه است، که به عنوان رئیس هیئت مدیره این شرکت، فعالیت می‌کند.

### زاستاوا
زاستاوا، شرکت خودروسازی و تجهیزات نظامی صربستانی است، که دفتر مرکزی آن، در شهر کراگویواتس، قرار دارد. معروف‌ترین خودروی تولیدی این شرکت، مدل زاستاوا ۱۰ می‌باشد، که از مدل توسعه یافته فیات پونتو به‌شمار می‌رود. شرکت زاستاوا همچنین طیف گسترده‌ای از تجهیزات دفاعی و سلاح‌های نظامی را نیز تولید و عرضه می‌نمود، که در سال ۲۰۱۱ پس از خریداری بخش تولید خودروی زاستاوا توسط شرکت فیات، بخش تسلیحات آن، تفکیک شد. این شرکت در حال حاضر از زیرمجموعه‌های فیات به‌شمار می‌رود.

### آبارت
آبارت، شرکت خودروسازی ایتالیایی است، که در سال ۱۹۴۹ توسط کارلو آبارت در شهر تورین راه‌اندازی شد و در حال حاضر متعلق به گروه خودروسازی فیات می‌باشد.
از خودروهایی که توسط این شرکت طراحی و تولید شده، می‌توان به: فیات ۵۰۰ (۲۰۰۷)، پورشه ۳۵۶، فیات ۸۵۰، آتوبیانکی ای۱۱۲، فیات ریتمو، فیات ۱۲۴، فیات ۱۳۱، فیات استیلو، فیات پونتو، فیات اونو، فیات چینکوئه‌چنتو و فیات سیچنتو اشاره نمود.

### فیات پروفشنال
فیات پروفشنال، برند جدید شرکت فیات اتومبیلز در تولید وسایل نقلیه تجاری مستقر در تورین می‌باشد، که در آوریل ۲۰۰۷ فعالیتش را آغاز نمود.
ریشه‌های تأسیس شرکت فیات پروفشنال به سال ۱۸۹۹ و راه‌اندازی شرکت فیات ویکولی کامرشیالی توسط جووانی آنیلی باز می‌گردد.

### مانیتی مارلی
مانیتی مارلی، شرکت مهندسی ایتالیایی است، که در زمینه توسعه و ساخت سامانه‌ها، ماژول‌ها و قطعات با فناوری بالا برای صنعت خودروسازی فعالیت می‌نماید.
بخش عمده فعالیت‌های این شرکت بر روی سامانه روشنایی وسایل نقلیه موتوری، سامانه‌های الکترونیکی خودروها، سامانه‌های تعلیق، سامانه‌های اگزوز و تجهیزات و قطعات الکترونیکی مرتبط با خودروهای مسابقات اتومبیل‌رانی، شامل فرمول یک، گرند پریکس و رالی قهرمانی جهان متمرکز می‌باشد.
نخستین کارخانه شرکت مانیتی مارلی در سال ۱۹۱۹ با مشارکت شرکت فیات و ارکول مارلی در سستو سان جووانی، در نزدیکی شهر میلان راه‌اندازی شد و اکنون دارای ۸۳ کارخانه تولیدی، ۱۲ مرکز تحقیق و توسعه و ۲۶ مرکز کاربردی، در ۱۸ کشور جهان می‌باشد.
کارخانه اصلی و دفتر مرکزی این شرکت در کوربتا، لمباردی، ایتالیا قرار دارد و هم‌اکنون از شرکت‌های زیرمجموعه گروه فیات به‌شمار می‌آید.

### کوماو
کوماو، شرکت مهندسی ایتالیایی است، که در زمینه تولید تجهیزات خودکارسازی، روبات‌های صنعتی، ماشین‌ابزارها و سامانه‌های انتقال نیرو برای شرکت‌ها و برندهای زیرمجموعه گروه فیات فعالیت می‌نماید.
شرکت کوماو در سال ۱۹۷۳ راه‌اندازی شد و در حال حاضر دارای ۱۵ کارخانه تولیدی و ۳ مرکز تحقیق و توسعه در ۱۳ کشور می‌باشد.

### آتوبیانکی
آتوبیانکی، شرکت خودروسازی ایتالیایی است، که با سرمایه‌گذاری و مشارکت شرکت‌های فیات، پیرلی و بیانکی در سال ۱۹۵۵ راه‌اندازی شد.
این شرکت در زمان حیات خود، تنها خودروهای دست‌ساز تولید نمود، که به‌عنوان نمونه می‌توان به: آتوبیانکی ای۱۱۲، آتوبیانکی ای۱۱۱، آتوبیانکی وای۱۰، آتوبیانکی بیانکیا و آتوبیانکی استلینا اشاره نمود.
شرکت آتوبیانکی در سال ۱۹۹۵ در شرکت لانچیا، ادغام شد ولی کارخانه تولیدی آتوبیانکی همچنان برای شرکت فیات فعالیت می‌کند.

### توفاش
شرکت خودروسازی توفاش، از مشارکت گروه فیات و شرکت ترکیه‌ای کوچ هولدینگ راه‌اندازی شده‌است. در حال حاضر سهامداران اصلی شرکت توفاش عبارتند از: فیات با ۳۷٫۸٪ درصد، کوچ هولدینگ ۳۷٫۸٪ درصد. تاکنون خودروهایی نظیر فیات ۱۲۴ و فیات ۱۳۱ توسط توفاش در کشور ترکیه تولید شده‌است.

### لا استامپا
لا استامپا که به معنی چاپ است، یکی از معروف‌ترین و پرفروش‌ترین روزنامه‌های ایتالیایی می‌باشد. این روزنامه در سال ۱۸۶۷ میلادی با نام گاتزتا پیه‌مونتس بنیان نهاده شد. روزنامه لا استامپا که در شهر تورین به چاپ می‌رسد، در ایتالیا و دیگر کشورهای اروپایی منتشر می‌شود. در حال حاضر مالک کنونی روزنامه، گروه صنعتی فیات است.

## مشارکت‌ها

### سولرس
در ماه ژوئن سال ۲۰۰۸ شرکت فیات چندین قرارداد همکاری با شرکت روسی سیورستال مالک شرکت خودروسازی سولرس به امضا رساند، که بر پایه آن، آغاز به تولید چندین مدل از خودروهای فیات و همچنین موتور خودرو نمود. در ماه ژوئن ۲۰۱۱ شرکت سولرس قرارداد منعقده را فسخ نمود، سپس با شرکت‌های فورد و شورولت مشارکت خود را آغاز کرد...

### آوتوواز
در سال ۱۹۶۶ شرکت فیات کمک‌های فراوانی در جهت ساخت یک کارخانه ساخت خودرو به اتحاد جماهیر شوروی سوسیالیستی نمود، تا اینکه سرانجام این فعالیت‌ها به تأسیس شرکت خودروسازی آوتوواز انجامید. نخستین خودرو تولید شده توسط این شرکت، مشابه مدل فولکس قورباغه‌ای بود، که لادا نام گرفت. در سال ۱۹۸۰ نیز لادا ریوا توسط فیات طراحی و در کارخانجات آوتوواز تولید گردید.

### سیات
شرکت اسپانیایی سیات در سال ۱۹۵۰ با مشارکت دولت اسپانیا و شرکت فیات راه‌اندازی شد و تا سال ۱۹۸۱ شمار زیادی از مدل‌های فیات را با نام تجاری سیات به بازار خودروی اسپانیا عرضه نمود. در پی خروج فیات از این مشارکت، سیات قرارداد جدید خود را با گروه فولکس‌واگن منعقد کرد. در ۱۹۸۶ این خودروساز آلمانی اقدام به خریداری بخش اعظم سهام سیات کرد. از آن پس، سیات از زیرمجموعه‌های گروه فولکس‌واگن محسوب می‌شود. سیات تا سال ۱۹۹۸ همچنان به‌طور مقطعی با فیات مشارکت‌هایی در جهت طراحی و ساخت خودروهای نمود و آخرین همکاری دو شرکت، به تولید سیات ماربلا در ۱۹۹۸ بازمی‌گردد.

## تولیدات
| شماره مدل داخلی | مدل                     | سال ساخت                                              | تصویر |
| --------------- | ----------------------- | ----------------------------------------------------- | ----- |
|                 |                         |                                                       |       |
| مدل۶            | فیات ۶ اچ‌پی             | ۱۹۰۰–۱۹۰۱                                             |       |
| مدل۱۲           | فیات ۱۲ اچ‌پی            | ۱۹۰۱–۱۹۰۲                                             |       |
|                 | فیات بروتی              | ۱۹۰۵–۱۹۰۸                                             |       |
| مدل۵۰۱          | فیات ۵۰۱                | ۱۹۱۹–۱۹۲۶                                             |       |
| مدل۵۰۵          | فیات ۵۰۵                | ۱۹۱۹–۱۹۲۵                                             |       |
| مدل۵۰۷          | فیات ۵۰۷                | ۱۹۲۶–۱۹۲۷                                             |       |
| مدل۵۲۰          | فیات ۵۲۰                | ۱۹۲۱–۱۹۲۲                                             |       |
| مدل۵۱۹          | فیات ۵۱۹                | ۱۹۲۲–۱۹۲۷                                             |       |
| مدل۵۰۹          | فیات ۵۰۹                | ۱۹۲۴–۱۹۲۹                                             |       |
| مدل۵۰۲          | فیات ۵۰۲                | ۱۹۲۳–۱۹۲۶                                             |       |
| مدل۵۰۳          | فیات ۵۰۳                | ۱۹۲۶–۱۹۲۷                                             |       |
| مدل۵۲۱          | فیات ۵۲۱                | ۱۹۲۸–۱۹۳۱                                             |       |
| مدل۵۲۵          | فیات ۵۲۵                | ۱۹۲۸–۱۹۳۱                                             |       |
| مدل۵۱۴          | فیات ۵۱۴                | ۱۹۲۹–۱۹۳۲                                             |       |
| مدل۵۲۴          | فیات ۵۲۴                | ۱۹۳۱–۱۹۳۴                                             |       |
| مدل۵۰۸          | فیات ۵۰۸                | ۱۹۳۲–۱۹۳۷                                             |       |
| مدل۵۱۸          | فیات ۵۱۸ آردیلا         | ۱۹۳۳–۱۹۳۸                                             |       |
| مدل۲۸۰۰         | فیات ۲۸۰۰               | ۱۹۳۸–۱۹۴۴                                             |       |
| مدل۱۱۰۰         | فیات ۱۲۰۰تی             | ۱۹۳۷–۱۹۶۹                                             |       |
| مدل۱۴۰۰         | فیات ۱۴۰۰/۱۹۰۰          | ۱۹۵۰–۱۹۵۸                                             |       |
| مدل۱۱۰۰         | فیات ۱۱۰۰ اس کوپه       | ۱۹۳۷–۱۹۶۹                                             |       |
|                 | فیات ۱۲۰۰ اسپایدر       | ۱۹۵۷–۱۹۶۳                                             |       |
| مدل۱۲۴          | فیات ۱۲۴ کوپه           | ۱۹۶۷–۱۹۷۵                                             |       |
| مدل۱۲۴          | فیات ۱۲۴ اسپورت اسپایدر | ۱۹۵۵–۱۹۶۹                                             |       |
| مدل۱۰۰          | فیات ۶۰۰                | ۱۹۵۵–۱۹۶۹                                             |       |
| مدل۱۰۰جی        | فیات ۸۵۰                | ۱۹۶۴–۱۹۸۱                                             |       |
| مدل۱۰۱          | فیات ۱۴۰۰               | ۱۹۵۰–۱۹۵۸                                             |       |
| مدل۱۰۳          | فیات ۱۱۰۰               | ۱۹۵۳–۱۹۷۰                                             |       |
| مدل۱۰۴          | فیات ۸وی                | ۱۹۵۲–۱۹۵۵                                             |       |
| مدل۱۰۵          | فیات کامپاگنولا         | ۱۹۵۲–۱۹۵۸                                             |       |
| مدل۱۱۰          | فیات ۵۰۰                | ۱۹۵۷–۱۹۷۷                                             |       |
| مدل۱۱۲          | فیات ۱۸۰۰/۲۱۰۰          | ۱۹۵۹–۱۹۶۸                                             |       |
| مدل۱۱۴          | فیات ۲۳۰۰               | ۱۹۶۱–۱۹۶۸                                             |       |
| مدل۱۱۵          | فیات ۱۵۰۰ (۱۹۳۵)        | ۱۹۶۱–۱۹۶۸                                             |       |
| مدل۱۱۶          | فیات ۱۳۰۰/۱۵۰۰          | ۱۹۶۱–۱۹۶۶                                             |       |
| مدل۱۱۸          | فیات ۱۵۰۰               | ۱۹۶۱–۱۹۶۸                                             |       |
| مدل۱۲۰          | فیات ۵۰۰                | ۱۹۶۰–۱۹۷۲                                             |       |
| مدل۱۲۴          | فیات ۱۲۴                | لیموزین: ۱۹۶۶–۱۹۷۵ کوپه: ۱۹۶۷–۱۹۷۶ اسپایدر: ۱۹۶۶–۱۹۸۵ |       |
| مدل۱۲۵          | فیات ۱۲۵                | ۱۹۶۷–۱۹۷۲                                             |       |
| مدل۱۲۶          | فیات ۱۲۶                | ۱۹۷۲–۲۰۰۰                                             |       |
| مدل۱۲۷          | فیات ۱۲۷                | ۱۹۷۱–۱۹۸۷                                             |       |
| مدل۱۲۸          | فیات ۱۲۸                | ۱۲۸: ۱۹۶۹–۱۹۸۳ ایکس۱/۹: ۱۹۷۲–۱۹۸۸                     |       |
| مدل۱۳۰          | فیات ۱۳۰                | لیموزین: ۱۹۶۹–۱۹۷۶ کوپه: ۱۹۷۱–۱۹۷۷                    |       |
| مدل۱۳۱          | فیات ۱۳۱                | ۱۹۷۴–۱۹۸۴                                             |       |
| مدل۱۳۲          | فیات ۱۳۲/آرژنتا         | ۱۳۲: ۱۹۷۲–۱۹۸۱ آرژنتا: ۱۹۸۱–۱۹۸۶                      |       |
| مدل۱۳۳          | فیات ۱۳۳                | ۱۹۷۵–۱۹۷۶                                             |       |
| مدل۱۳۵          | فیات دینو               | ۱۹۶۶–۱۹۷۴                                             |       |
|                 | فیات فیوریونو           | ۱۹۷۷–۲۰۱۳                                             |       |
| مدل۱۳۸          | فیات ریتمو، فیات رگاتا  | ریتمو: ۱۹۷۸–۱۹۸۸ رگاتا: ۱۹۸۳–۱۹۹۰                     |       |
| مدل۱۴۱          | فیات پاندا              | ۱۹۸۰–۲۰۰۳، فیس لیفت: ۱۹۸۶                             |       |
| مدل۱۴۶          | فیات اونو، فیات دونا    | اونو: ۱۹۸۳–۱۹۹۵ دونا: ۱۹۸۷–۱۹۹۲                       |       |
| مدل۱۴۷          | فیات ۱۲۷                | ۱۹۷۷–۲۰۰۰                                             |       |
| مدل۱۵۰          | فیات ۵۰۰ (۲۰۰۷)         | ۲۰۰۷-تاکنون                                           |       |
| مدل۱۵۴          | فیات کروما              | ۱۹۸۵–۱۹۹۶، فیس لیفت: ۱۹۹۱                             |       |
| مدل۱۵۹          | فیات تمپرا              | ۱۹۹۰–۱۹۹۶، فیس لیفت: ۱۹۹۳                             |       |
| مدل۱۶۰          | فیات تیپو               | ۱۹۸۸–۱۹۹۵، فیس لیفت: ۱۹۹۳                             |       |
| مدل۱۶۹          | فیات پاندا سری۳         | ۲۰۰۳–۲۰۱۲                                             |       |
| مدل۱۷۰          | فیات چینکوئه‌چنتو        | ۱۹۹۱–۱۹۹۸                                             |       |
| مدل۱۷۵          | فیات کوپه               | ۱۹۹۴–۲۰۰۰                                             |       |
| مدل۱۷۶          | فیات پونتو              | ۱۹۹۳–۱۹۹۹، فیس لیفت: ۱۹۹۷                             |       |
| مدل۱۷۸          | فیات سینا               | ۱۹۹۶-تاکنون                                           |       |
| مدل۱۷۹          | فیات استرادا            | ۲۰۰۲–۲۰۱۱، فیس لیفت: ۲۰۰۸                             |       |
| مدل۱۸۲          | فیات براوو (۲۰۰۷)       | ۱۹۹۵–۲۰۰۱                                             |       |
| مدل۱۸۳          | فیات بارچتا             | ۱۹۹۵–۲۰۰۵                                             |       |
| مدل۱۸۵          | فیات ماریا              | ۱۹۹۶–۲۰۰۲                                             |       |
| مدل۱۸۶          | فیات مولتیپلا           | ۱۹۹۹–۲۰۱۰، فیس لیفت: ۲۰۰۴                             |       |
| مدل۱۸۷          | فیات سیچنتو             | ۱۹۹۸–۲۰۰۹، فیس لیفت: ۲۰۰۰                             |       |
| مدل۱۸۸          | فیات پونتو              | ۱۹۹۹–۲۰۰۷، فیس لیفت: ۲۰۰۳                             |       |
|                 | فیات سدیچی              | ۲۰۰۵–تاکنون                                           |       |
| مدل۱۹۲          | فیات استیلو             | ۲۰۰۱–۲۰۰۸، فیس لیفت: ۲۰۰۴                             |       |
| مدل۱۹۴          | فیات کروما              | ۲۰۰۵–۲۰۱۰، فیس لیفت: ۲۰۰۸                             |       |
| مدل۱۹۸          | فیات براوو (۲۰۰۷)       | ۲۰۰۷-تاکنون                                           |       |
| مدل۱۹۹          | فیات پونتو اوو          | ۲۰۰۵-تاکنون، فیس لیفت: ۲۰۰۹                           |       |
| مدل۲۲۰          | فیات اسکودو             | ۱۹۹۵–۲۰۰۶، فیس لیفت: ۲۰۰۴                             |       |
| مدل۲۲۳          | فیات دوبلو              | ۲۰۰۱-تاکنون                                           |       |
| مدل۲۳۰          | فیات دوکاتو             | ۱۹۹۴–۲۰۰۲                                             |       |
| مدل۲۳۸          | فیات ۲۳۸                | ۱۹۶۶–۱۹۸۲                                             |       |
| مدل۲۴۲          | فیات ۲۴۲                | ۱۹۷۵–۱۹۸۷                                             |       |
| مدل۲۴۴          | فیات دوکاتو سری۲        | ۲۰۰۲–۲۰۰۶                                             |       |
| مدل۲۵۰          | فیات دوکاتو سری۳        | ۲۰۰۶-تاکنون                                           |       |
| مدل۲۸۰          | فیات کاستن              | ۱۹۸۱–۱۹۹۰                                             |       |
| مدل۲۹۰          | فیات تلنتو              | ۱۹۹۰–۱۹۹۴                                             |       |
| مدل۳۲۶          | فیات پالیو              | ۲۰۱۱-تاکنون                                           |       |
| مدل۳۲۷          | فیات ۳۲۷                | ۲۰۱۰-تاکنون                                           |       |
| مدل۳۳۰          | فیات ۵۰۰ال              | ۲۰۱۲-تاکنون                                           |       |
| مدل۳۳۴          | فیات ۵۰۰ایکس‌ال          | ۲۰۱۳-تاکنون                                           |       |
| مدل۳۴۹          | فیات پاندا ۳            | ۲۰۱۱-تاکنون                                           |       |
| مدل۳۵۰          | فیات نظریه              | ۲۰۰۳-تاکنون                                           |       |

## خانواده آنیلی

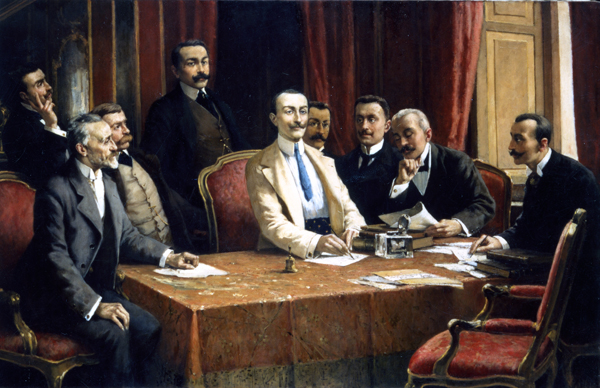
نقاشی از نخستین هیئت مدیره فیات، جووانی آنیلی؛ نفر سوم از راست

خانواده آنیلی، نوادگان جووانی آنیلی می‌باشند، که کماکان مالکیت اکثریت سهام شرکت خودروسازی فیات را در اختیار دارند. شرکت فیات تنها بخشی از دارایی‌های این خانواده به‌شمار می‌آید. امروزه خانواده آنیلی از طریق شرکت هلدینگ اکسور، مالکیت باشگاه فوتبال یوونتوس، شرکت صنایع فیات، اف‌پی‌تی، ایوکو، روزنامه لا استامپا را در اختیار دارند. خانواده آنیلی با در اختیار داشتن اکثریت سهام شرکت فیات کرایسلر اتومبیلز؛ مالک شرکت‌های فراری، مازراتی، جیپ، آلفا رومئو، دوج، آبارت، کرایسلر موتورز، فیات اتومبیلز، فیات پروفشنال، لانچیا، رم تراکس و استریت اند ریسینگ تکنالوجی و کرایسلر می‌باشند.
از اعضای شناخته شده خانواده آنیلی، می‌توان به افراد زیر اشاره کرد:
- جووانی آنیلی: مؤسس شرکت فیات
- جیانی آنیلی: سیاستمدار و بنیان‌گذار شرکت اکسور (پسر جووانی)
- جان الکان: رییس هیئت مدیره کنونی شرکت فیات، که نوه جیانی آنیلی (فرزند دختر وی) می‌باشد و از سوی آنیلی به عنوان وارث انتخابی دارایی‌های وی برگزیده شد.
- ادواردو آنیلی: فرزند جیانی آنیلی.

## مدیریت ارشد

### رییس هیئت مدیره
جان الکان که نوه و وارث انتخابی جیانی آنیلی است، هم‌اکنون ریاست هیئت مدیره فیات را در اختیار دارد. وی از سال ۱۹۹۷ در حالیکه تنها ۲۱ سال داشت، از سوی آنیلی به‌عنوان یکی از اعضای هیئت مدیره فیات منصوب شد. در پی درگذشت جیانی آنیلی در سال ۲۰۰۳ نایب رئیس دوم هیئت مدیره شد و یک سال بعد در سال ۲۰۰۴ پس از کشته شدن ادواردو آنیلی، به عنوان نایب رئیس هیئت مدیره این شرکت منصوب گردید. در ماه مه ۲۰۰۴ سرجیو مارکیونه با حمایت‌های او به مدیرعاملی فیات برگزیده شد. الکان سرانجام در سال ۲۰۱۰ از سوی هیئت مدیره گروه فیات، به عنوان رئیس هیئت مدیره این شرکت انتخاب شد و جایگزین لوکا دی مونتدزمولو (رییس هیئت مدیره فعلی فراری) گردید.
جان الکان در ماه ژوئیه سال ۲۰۱۱ از سوی گروه فیات اقدام به خریداری شرکت کرایسلر نمود، که در پی آن، شرکت‌های خودروسازی جیپ، دوج، رم تراکس و موپار را نیز، بدست آورد.
جان الکان همچنین مدیر عامل و رئیس هیئت مدیره شرکت اکسور می‌باشد. اکسور یک شرکت سرمایه‌گذاری، متعلق به خانواده آنیلی است، که مالک باشگاه فوتبال یوونتوس، کراشمن اند ویکفیلد و شرکت اس‌جی‌اس محسوب می‌شود. وی رئیس هیئت مدیره لا استامپا و عضو هیئت مدیره شرکت‌های صنایع فیات و اس‌جی‌اس نیز می‌باشد.

### مدیر عامل اجرایی
سرجیو مارکیونه بازرگان، کارآفرین و مدیر ارشد اجرایی ایتالیایی-کانادایی است، که در حال حاضر مدیرعامل گروه فیات می‌باشد. او همچنین مدیرعامل و رییس هیئت مدیره شرکت خودروسازی کرایسلر است و به‌عنوان رییس هیئت مدیره شرکت صنایع فیات و مدیرعامل فیات پروفشنال نیز فعالیت می‌نماید.
در پی نجات سریع شرکت ایتالیایی فیات از ورشکستگی، سپس آغاز سودآوری، پس از گذشت تنها ۲ سال رهبری وی بر این شرکت، در سال ۲۰۰۶ مارکیونه به یکی از مشهورترین مدیران صنعت خودروسازی تبدیل شد.
سپس در سال ۲۰۰۹ گروه خودروسازی آمریکایی کرایسلر نیز در آستانه ورشکستگی به مارکیونه واگذار گردید. با حمایت مالی دولت فدرال ایالات متحده و دولت کانادا، باز هم در کمتر از ۲ سال، نه تنها کرایسلر از ورشکستگی رهایی یافت، بلکه تا پایان ماه مه ۲۰۱۱ کلیه وامهای گرفته شده از دولت‌های کانادا و ایالات متحده را نیز بازپس داد...!
سرجیو مارکیونه در حال حاضر علاوه بر شرکت‌های خودروسازی زیرمجموعه گروه فیات، در چندین شرکت و سازمان معتبر نیز به‌عنوان مدیر ارشد عملیاتی فعالیت می‌کند، که از جمله آن‌ها می‌توان به: ریاست هیئت مدیره شرکت سوئیسی اس‌جی‌اس، عضو هیئت مدیره شرکت فیلیپ موریس و معاون رئیس هیئت مدیره گروه بانکداری سوئیسی یوبی‌اس اشاره نمود.

## نشان تجاری
در دهه ۱۹۸۰ شرکت فیات نشان ابتدایی خود را کنار گذاشت و لوگوی جدید فیات توسط طراح ارشد این شرکت طراحی شد. مایو مایول، طراح ارشد شرکت فیات نشان تجاری جدید فیات را به صورت اتفاقی، به هنگام آزمودن یکی از مدل‌های خودرو این شرکت، طراحی کرد.
وی به هنگام آزمایش خودرو از برابر یکی از تابلوهای نئون تبلیغاتی فیات عبور کرد و نور این نئون که در سیاهی آسمان معوج به نظر می‌رسید، توجه وی را جلب کرد و به این طریق نشان چندساله فیات توسط وی طراحی شد.
سابقه واردات اتومبیل‌‏های فیات به سال ۱۳۱۴ باز‏می‏‌گردد. در آن دوران این نشان تجاری در بین قشر متوسط تحصیلکرده ایران، خوشنام بود. پس از جنگ جهانی دوم و با ورود به دهه ۱۳۳۰ شمسی آقای حاج علینقی کاشانچی با تأسیس شرکت کاوش، نمایندگی واردات آن را به دست آورد و در خیابان بوذرجمهری خیابان ۱۵ خرداد نمایندگی خود را تأسیس و به واردات مدل‌های گوناگون از جمله سری ۶۰۰ و ۱۱۰۰ اقدام کرد. 
محل نمایندگی، بعدها به دروازه دولت مقابل پمپ بنزین شماره ۶ منتقل گردید و کوچه‌‏ای که نمایندگی در آن قرار داشت به همین مناسبت کوچه فیات نام گرفت. اما خانواده کاشانچی برنامه‌‏های بزرگ‏‌تری برای فیات در ایران داشتند و با بهره‏‌گیری از قانون حمایت از سرمایه‌‏گذاری‏های خارجی که در آن دوران به تصویب رسیده بود، توانستند کارخانه مادر را به راه‌‏اندازی خط تولید در ایران قانع کنند. 
این کارخانه که سایکا نام گرفت، توسط آقایان «حسن و علی کاشانچی» فرزندان علینقی کاشانچی و با سرمایه ۹/۳ میلیون تومانی در زمینی نسبتاً کوچک بنا شده بود و ۳۰ نفر در آن مشغول به کار بودند و برنامه‏‌ریزی‌‏ها برای تولید ۶۰۰ دستگاه از مدل ۱۱۰۰ انجام شده بود. 
در ساعت ۴ بعد از ظهر روز ۲۵ اردیبهشت ماه ۱۳۴۰ مراسم افتتاح فیات در جاده تهران نو (دماوند فعلی) برپا شده بود. وزیر صنایع و معادن، وزیر کار، جمعی از شخصیت‏‌های اقتصادی و نمایندگان مطبوعات و سفیر ایتالیا در تهران و حتی آقای «آنیالی» مدیر عامل فیات در محل حاضر بودند و در نهایت با ورود محمدرضا شاه مراسم رسماً آغاز شد.  

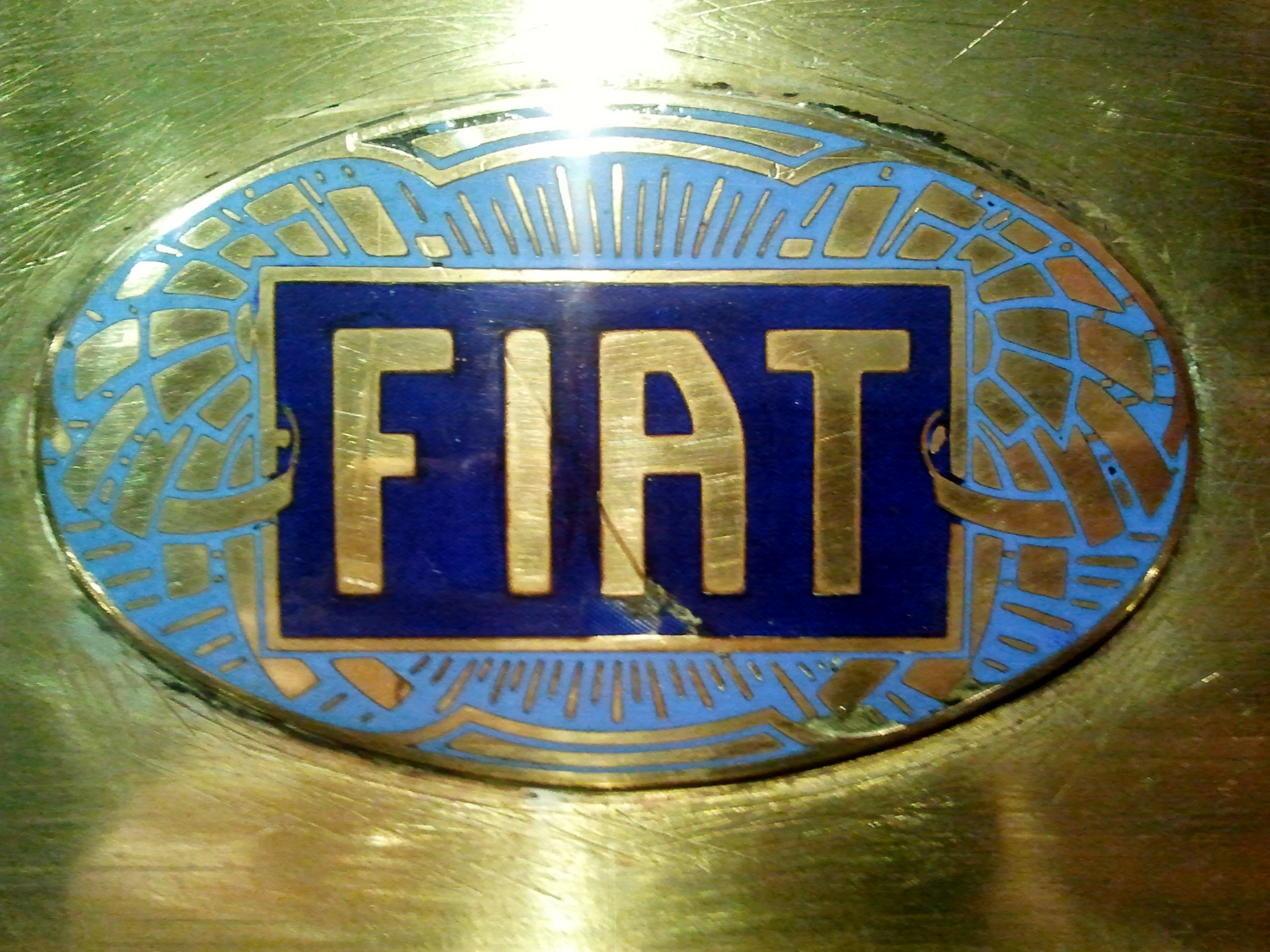
لوگوی ۱۹۰۴
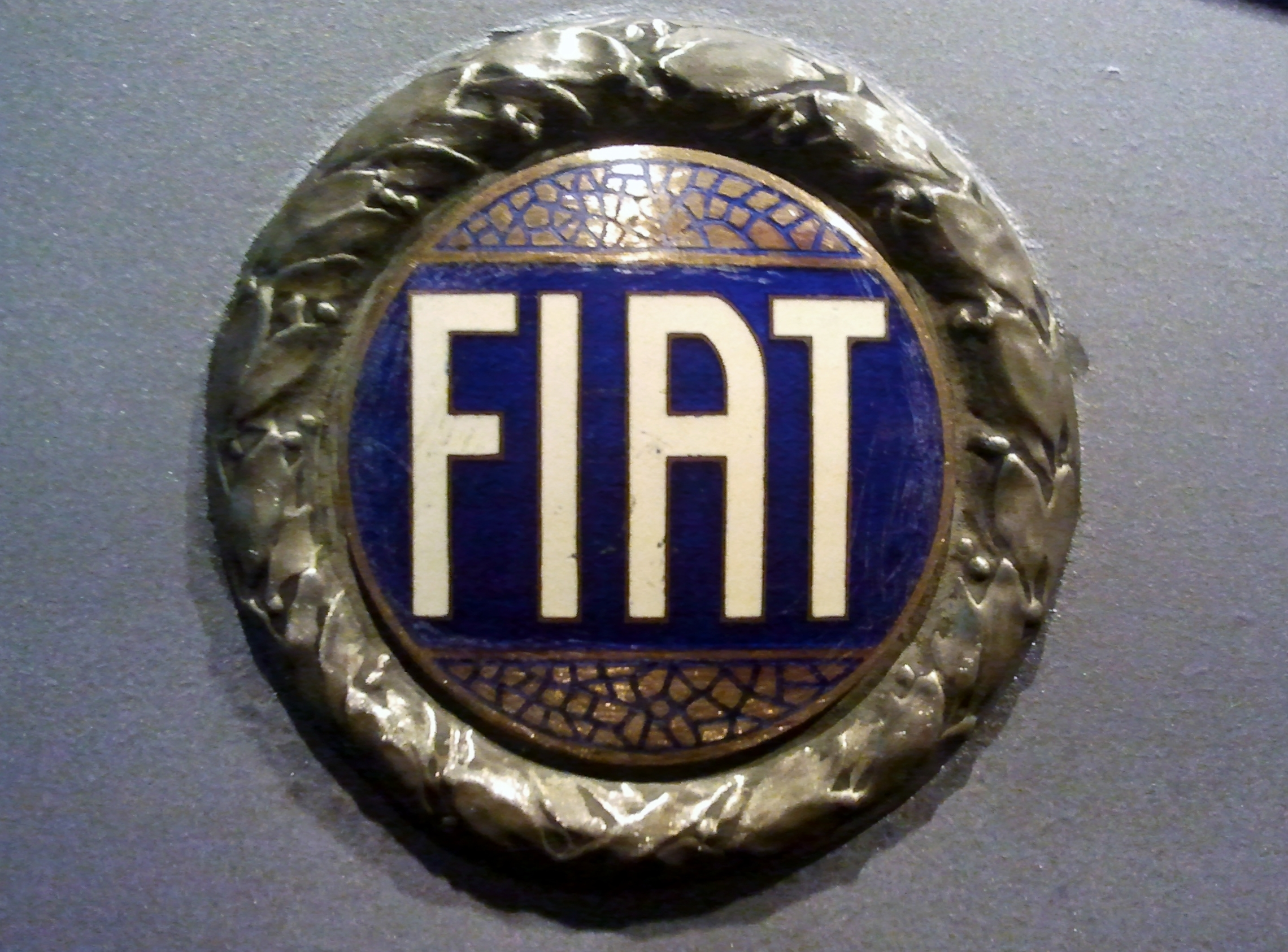
لوگوی ۱۹۲۵
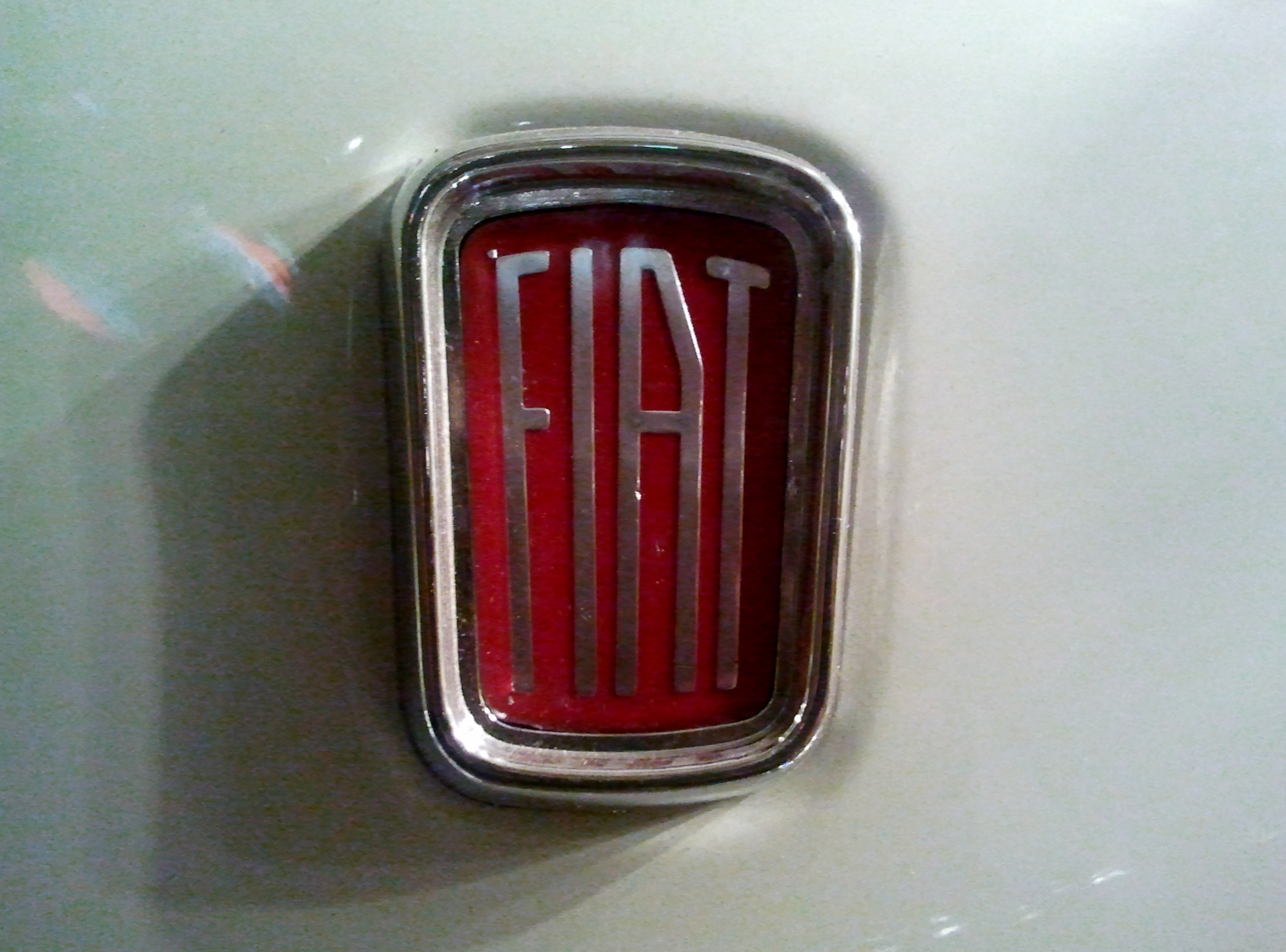
لوگوی ۱۹۳۰-۱۹۷۲
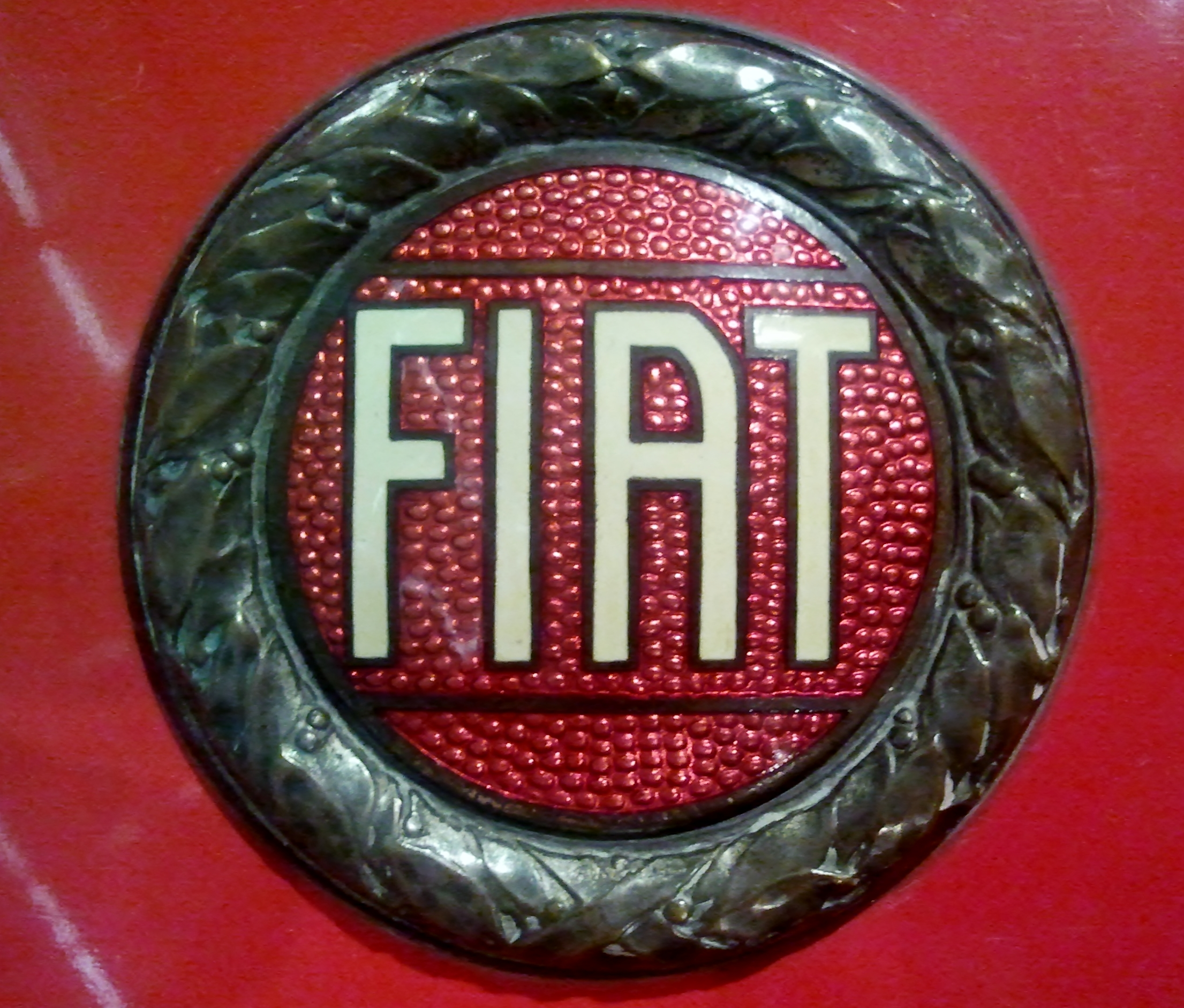
لوگوی مدل‌های اسپورت ۱۹۶۵–۱۹۸۵
لوگوی ۱۹۶۸-۱۹۹۹
لوگوی ۱۹۹۹–۲۰۰۷
لوگوی بعد از سال ۲۰۰۷ فیات اتومبیلز
لوگوی کنونی گروه فیات

## فیات کرایسلر اتومبیلز
فیات کرایسلر اتومبیلز شرکت هلدینگ خودروسازی ایتالیایی و چندملیتی است، که پس از خریداری ۱۰۰٪ درصد سهام گروه کرایسلر توسط شرکت فیات، در تاریخ ۲۷ ژانویه ۲۰۱۴ تأسیس شد.
دفتر مرکزی شرکت فیات کرایسلر اتومبیلز، در کشور هلند و در شهر آمستردام ثبت گردید و پس از تکمیل فرایند ادغام دو شرکت، در ماه اکتبر ۲۰۱۴ بخشی از سهام شرکت جدید، در بازار بورس نیویورک عرضه شد. سپس بخشی دیگر از سهام این شرکت نیز در بازار بورس ایتالیا عرضه گردید.
در ساختار گروه جدید، در ترکیب هیچکدام از دو شرکت و سازمان آنها، تغییری ایجاد نشد و بخش فیات، با مرکزیت تورین، ایتالیا و بخش کرایسلر نیز به مرکزیت آوبرن‌هیلز، میشیگان به فعالیت خود ادامه خواهند داد.
شرکت خودروسازی فیات کرایسلر هم‌اکنون مدیریت بر چندین خودروساز مشهور را بر عهده دارد، که این شرکت‌ها عبارتند از: فراری، مازراتی، جیپ، آلفا رومئو، دوج، آبارت، کرایسلر موتورز، فیات اتومبیلز، فیات پروفشنال، لانچیا، رم تراکس و استریت اند ریسینگ تکنالوجی، همچنین فیات و کرایسلر.